# 러시아 내전
러시아 내전(러시아어: Гражда́нская война́ в Росси́и Grazhdanskaya voyna v Rossiyi[*]; 1917년 11월 – 1922년 10월), 또는 적백내전은 옛 러시아 제국에서 1917년 러시아 혁명이 벌어진 직후 발생한 여러 당파 간의 전쟁이다. 이는 러시아의 정치적 미래를 결정하기 위해 여러 파벌들이 다투면서 발생했다. 이 전쟁의 결과로 소련이 성립하게 되었으며 러시아 혁명이 종료되었다.
러시아 내전의 양대 교전 당사자로는 블라디미르 레닌이 이끄는 사회주의 볼셰비키의 붉은 군대, 그리고 군주제, 자본주의, 사회민주주의, 민주주의 및 반민주주의 세력이 느슨하게 연합하여 형성된 백군이 있었다. 이에 더해 이념이 없는 녹색 군단과 사회주의에 대립하는 여러 군벌들이 볼셰비키와 백군에 맞서 싸웠다. 러시아를 제1차 세계 대전의 동부 전선에 복귀시키고 지배 체제에 직접적 위협이 될 수 있는 사회주의를 저지하기 위해 연합군 8개국이 내전에 개입했으며, 연합군에 대항하고 브레스트-리토프스크 조약으로 획득한 영토를 유지하기 위해 독일 제국 등 동맹국들과 친독일파 군벌들도 이 내전에 개입했다.
혁명 직후 정권을 획득한 볼셰비키는 브레스트-리토프스크 조약으로 독일군과 급히 강화하였다. 이에 반해 1918년 5월 러시아의 체코슬로바키아 군단이 시베리아에서 봉기하였고, 이에 호응해 연합군이 북부 러시아와 시베리아에 개입했다. 이 와중에 혁명에 반대하는 임시 러시아 정부가 성립되었고, 11월에는 알렉산드르 콜차크가 쿠데타로 임시 러시아 정부의 정권을 잡았다.
백군은 1919년 3월에 동부, 7월에 남부, 10월에 서부에서 공세를 진행했으나 붉은 군대의 반격으로 실패하였으며 북부와 서부 러시아에서 연합군이 철수하게 되었다. 이후 붉은 군대는 1919년 우크라이나에서 남러시아군을 격파했고 시베리아에서 알렉산드르 콜차크가 이끄는 군대에 패배를 안겨주었다. 남아있는 백군은 표트르 브랑겔이 지휘했지만 1920년 말 크림반도에서 패배했고 이후 이곳에서 철수했다. 그러나 전쟁은 약 2년간 더 이어졌고, 붉은 군대와 백군 잔여 세력간의 충돌은 러시아 극동에서 1923년까지 이어졌다. 전쟁은 1923년 붉은 군대가 소련을 수립하면서 사실상 끝이 났지만, 중앙아시아에서는 1934년까지 반군이 활동했다. 7,000,000명에서 12,000,000명의 사상자가 전쟁 중 발생한 것으로 추정되며, 거의 대부분이 민간인으로 예상된다. 러시아 내전은 유럽에서 발생한 전쟁 중에서 가장 큰 국가적 재앙으로 묘사되기도 한다.
러시아 내전에서의 독립운동은 러시아 제국의 붕괴 이후 등장하였고, 독립 세력은 전쟁에 참전했다. 러시아 제국의 옛 영토였던 핀란드, 에스토니아, 라트비아, 리투아니아, 폴란드 제2공화국이 독립 전쟁과 내전 이후 한때 독립했다. 구 러시아 제국의 남은 영토는 그 이후 소련에 합병되었고 발트3국도 다시 합병했다.

## 같이 보기
- 일본의 시베리아 개입
- 블라디미르 레닌
- 러시아 혁명